# جاي هوارد (لاعب كرة قدم أمريكية)
جاي هوارد (بالإنجليزية: Jaye Howard)‏ (و. 1988  م) هو لاعب كرة قدم أمريكية أمريكي، ولد في أبوبكا، مركز لعبه هو طرف دفاعي ‏.

## التعليم
تعلم في جامعة فلوريدا
.

## روابط خارجية
- جاي هوارد على موقع مرجع كرة القدم المحترفة.كوم (الإنجليزية)